# Unichowo
Unichowo (deutsch Wundichow, kaschubisch Ùnichòwò oder Wùnszéwé) ist ein Dorf in der polnischen Woiwodschaft Pommern und gehört zur Gemeinde Czarna Dąbrówka (Schwarz Damerkow) im Kreis Bytów (Bütow).

## Geographische Lage und Verkehrsanbindung
Unichowo liegt in Hinterpommern, auf dem Baltischen Landrücken, in einer anmutigen Landschaft mit Buchenwäldern, Seen, Hügeln und Wiesentälern im Nordosten des Landschaftsschutzparks Stolpetal (Park Krajobrazowy Dolina Słupi). Die Stolpe (Słupia) selbst fließt sechs Kilometer südlich des Ortes.
Unichow liegt verkehrsgünstig an der – früher Lauenburger Chaussee genannten – polnischen Woiwodschaftsstraße 212, die hier ein Teilstück der ehemaligen deutschen Reichsstraße 158 (Berlin – Lauenburg in Pommern) bildet. In Unichowo mündet die von der Ostsee kommende – früher Stolper Chaussee genannte – Woiwodschaftsstraße 210 ein. Bis zur früheren Kreismetropole Słupsk (Stolp) sind es 34 Kilometer, bis zur jetzigen Kreisstadt Bytów 13 Kilometer.
Unichowo verfügt über keinen Bahnanschluss. Bis 1945 war das sieben Kilometer entfernte Budow (polnisch: Budowo) Endstation der von Stolp kommenden Stolpetalbahn. Nach 1945 war die Kreisstadt Bytów noch an die Bahnstrecken Lębork–Bytów (Lauenburg–Bütow) und Lipusz–Korzybie (Lippusch–Zollbrück) angeschlossen und ermöglichten eine 13 Kilometer weit entfernte Bahnanbindung. Heute besteht nur noch die Strecke zwischen Lipusz und Bytów.

## Geschichte
Andere Namensformen kommen vor: Wunszewe (1376), Wunechow (1601), Wundichow (bis 1945).
Der historischen Dorfform nach war Wundichow ein kleines Gassendorf. In einer Urkunde aus dem Jahre 1376 wurde Jasbow Pirch mit Wundichow, Klein Nossin (heute polnisch: Nożynko) und Gaffert (Jawory) belehnt. Wundichow blieb fast 500 Jahre im Besitz der Familie von Pirch.
Um 1784 gab es in Wundichow ein Vorwerk, vier Bauern, zwei Halbbauern, drei Kossäten, eine Schmiede, einen Schulmeister, auf der Feldmark des Dorfes das Vorwerk Kartke (oder Cartchen) bei insgesamt 13 Feuerstellen.
Im 19. Jahrhundert wurde Wundichow Sitz der Familie von der Marwitz, als Adalbert von der Marwitz auf Klein Nossin Wundichow 1856 von der Familie Pirch kauft und seinen Wohnsitz nach Wundichow verlegte. Nach seinem Tode 1904 übernahm Victor von der Marwitz das Gut und war dessen letzter Besitzer bis 1945.
Die Gemeinde Wundichow hatte vor 1945 keine zugehörigen Ortsteile und umfasste eine Gemeindefläche von 1074 Hektar. Gemeinde und Gutsbezirk zählten 1910 zusammen 338 Einwohner. Die Zahl veränderte sich bis 1933 auf 301 und betrug 1939 noch 310. Wundichow lag bis 1945 im Südosten des Landkreises Stolp an der Grenze zum Landkreis Bütow im Regierungsbezirk Köslin der preußischen Provinz Pommern. Letzter deutscher Bürgermeister war Arthur Henke.
Zwei Tage, bevor am 9. März 1945 die Rote Armee einmarschierte, waren für Wundichow die Räumung und die Flucht in Richtung Danzig angeordnet worden. Der Treck wurde allerdings von sowjetischen Truppen überrollt, die die Dorfbewohner zur Rückkehr zwangen. Inzwischen war Wundichow von anderen russischen Truppen besetzt worden. Das Dorf wurde im Laufe des Jahres 1945 zusammen mit ganz Hinterpommern unter polnische Verwaltung gestellt. Anschließend wurde die einheimische Bevölkerung auf der Grundlage der sogenannten Bierut-Dekrete vertrieben. Nur fünf Dorfbewohner blieben zurück, von denen drei bald verstarben. Das Dorf Wundichow erhielt den polnischen Namen Unichowo. Heute ist das Dorf Teil der Gmina Czarna Dąbrówka im Powiat Bytowski in der Woiwodschaft Pommern (1975 bis 1998 Woiwodschaft Stolp). Im Jahr 2011 lebten hier 334 Einwohner.
Bei Kriegsende wurde im Gutshof Wundichow eine russische Kommandantur mit regionaler Zuständigkeit eingerichtet, unter anderem für die Verarbeitung der hier anzuliefernden Milch. Deutsche Frauen mussten die in Klein Nossin zentral gehaltenen und bewachten Kühe unter Aufsicht von Sowjetsoldaten melken. Da die in Wundichow bis Kriegsende vorhandene Molkerei nicht mehr in Betrieb war, wurde die Milch mit manuell betriebene Zentrifugen verarbeitet, die aus Privathaushalten der Region zusammengesucht worden waren. Bei der Kommandantur befand sich auch ein sowjetischer Arzt, der unter anderem streng darauf zu achten hatte, dass vergewaltigte und schwangere deutsche Frauen die Kinder zur Welt brachten.

### Entwicklung der Einwohnerzahl
- 1852: 367[4]
- 1910: 338
- 1933: 301
- 1939: 310
- 2011: 334

## Kirche
Bis 1945 war die Bevölkerung von Wundichow fast ausnahmslos evangelischer Konfession. Der Ort war in das Kirchspiel Budow (heute polnisch: Budowo) im Kirchenkreis Bütow (Bytów) in der Kirchenprovinz Pommern der Kirche der Altpreußischen Union eingepfarrt. Das Kirchenpatronat oblag der Rittergutsfamilie und wurde zuletzt von Victor von der Marwitz wahrgenommen. Letzter deutscher Geistlicher war Pfarrer Walter Bielenstein.
Sei 1945 ist die Bevölkerung von Unichowo überwiegend katholischer Konfession. Das Dorf ist nun in die Pfarrei Groß Nossin (Nożyno) im Dekanat Łupawa (Lupow) im Bistum Pelplin der Katholischen Kirche in Polen eingegliedert. Evangelische Kirchenglieder gehören jetzt zur Kreuzkirchengemeinde in Słupsk (Stolp) in der Diözese Pommern-Großpolen der Evangelisch-Augsburgischen Kirche in Polen.

## Schule
In der im Jahre 1932 einstufigen Volksschule in Wundichow unterrichtete ein Lehrer 55 Schulkinder.

## Persönlichkeit
- Georg von der Marwitz, preußischer General der Kavallerie, verstarb am 27. Oktober 1929 in Wundichow